# アメリカ馬臨床獣医師協会
アメリカ馬臨床獣医師協会（アメリカ うまりんしょうじゅういしきょうかい、The American Association of Equine Practitioners、略称：AAEP）は、1954年にケンタッキー州レキシントン市で立ち上げられた、NPO団体（501(c) (3) nonprofit membership association）である。57カ国の獣医師または獣医を目指す学生が会員を構成する。

## 主な活動内容
年総会（The AAEP's Annual Convention）：
年1回行われ、その他のミーティングを含めて馬またはロバなどの馬類の臨床獣医師や臨床研究者の交流の場になる。
広報活動：
発行される情報の中でも、ガイドライン（Guidelines)はアメリカ合衆国で広く馬に関係する人々の現場の基準として用いられる。
研究および教育助成：
継続教育（Continue education）のプログラムがあり。AAEP基金（AAEP Foundation）は、世界各国の馬類に関係する研究の助成に当てられる。